# Saprolegnia ferax
Saprolegnia ferax é um fungo aquático que pode provocar enfermidades em peixes e anfíbios. No caso dos peixes, provoca o aparecimento de hifas nas barbatanas. Em anfíbios, ataca sobretudo os girinos.
- Saprolegniose: Esta doença parasitária é causada pelo fungo Saprolegnia achyla. Os peixes ficam com manchas brancas ou tufos semelhantes a algodão por todo o corpo. Este fungo normalmente ataca os animais feridos ou debilitados e propaga-se rapidamente quando a temperatura da água fica abaixo de 230°F e existem sobras de alimentos no fundo dos viveiros. A matéria orgânica entra em decomposição.